# 머거본
머거본은 대한민국의 견과류 제품을 주로 취급하는 회사이다.
우성식품에서 만들어진 회사로, 모회사가 1997년에 부도 난 후엔 2004년에 우성넥스터어로 사명을 변경하기도 했으며 이듬해인 2005년에 모기업이 전자산업에 매진하기 위해 흥양산업에 매각되자 사명을 (주)머거본으로 분사했고 2005년에는 세계식품이 지분의 51%를 인수하여 영도공장까지 인수해 머거본 제품 OEM을 본격적으로 제조하게 된다.

## 역사
본래에 국내의 간편안주시장은 존재하지 않았으나 1970년대부터 경제발전을 이뤄 산업화를 달성한 후에는 여유가 생기면 주류를 마시는 주류 문화와 더불어 경제의 호황을 이루게 된 시대가 찾아오게 된다. 그에 따라 술에 곁들여서 먹는 음식인 안주류도 자연스럽게 주목받았으나 그 당시엔 편의점이란 개념이 없었던 시대라 술을 한잔씩 하자라는 말을 하면 음식점이나 친분이 있는 경우에는 직접 집에 초대하여 정성스럽게 만든 음식과 함께 술을 마시는 것이 전통적인 대한민국의 주도(酒道)였다.
하지만 1980년대부터는 더욱 경제가 성장하고 활성화가 되면서 개인이 술을 접할 기회도 그만큼 증가하였고 봉지과자가 유행하면서 지금의 편의점과 가게라는 개념이 생겨나게 되고 그당시부터 생겨난 편의점과 가게에서 맥주나 소주를 구입해 과자를 뜯으면서 안주류를 대신하는 경우가 증가하였다. 그렇게 되어서 술자리도 점점 잦아지게 되고 지나치게 배부른 긴 술자리와 배부른 안주를 대신하여 퇴근하고 집에 들어가기 전에 혼자서 한잔 할만한 술자리의 요구도 자연스럽게 증가하게 된다.
(주)우성식품은 1985년에 스넥과 식품사업부를 출범하였는데 당시에 유명한 회사인 블루 다이아몬드와 협약하여 당시의 국내에선 거의 보기 드문 안주거리인 아몬드를 수입하여 판매하기 시작하였고 그로부터 1년후인 1986년에 지금의 '머거본'의 전신인 회사가 창립하게 된다. 국내에서는 그동안 찾아볼수가 없었던 아몬드의 고소하고 짭짤하며 담백한 맛에 호감을 가진 사람들이 많아지며 대중에서 인기를 끌게 되었고 덕분에 10여년동안은 국내에서 유일한 제대로 된 안주시장을 잠식하게 된다. 
1997년에 모기업이 부도가 났지만 아몬드의 인기는 매우 뜨거웠기에 당시의 아몬드에 대한 제품의 수요는 더욱 급증하였으며 결국 2002년부턴 국내의 블루 다이아몬드에 4개 영업점을 인수하여 사업을 확장하였고 2008년부턴 새로운 상표이자 회사명이 되는 현재의 머거본을 본격적으로 출범시키게 된다. 
다만 1990년대 당시에도 블루 다이아몬드의 제품의 중간에도 '머거본'을 상표로 광고하였으나 공식적으로 '머거본'이 법인의 회사가 된 것은 2008년이다.
오랫동안 견과류 안주 산업에 집중하였지만 2010년대인 2011년부턴 육포의 부분도 선보이게 된다. 전통의 견과류 안주 산업은 국내에서 인정받고 있어 현재 편의점의 거의 모든 견과류 안주는 머거본의 상품이 진열되어 있다.